# Centrala revolutionskommittén
Centrala revolutionskommittén eller Revolutionära centralkommittén (franska: Comité révolutionnaire central, CRC) var ett kommunistiskt parti i Frankrike grundat 1881. Partiet grundades av Édouard Vaillant för att fortsätta Auguste Blanquis (1805–1881) politiska kamp. CRC var ett blanquistiskt parti som förespråkade revolutionär aktivism, ateism, patriotism och den franska revolutionens jakobinism.
År 1888 försvagades CRC på grund av en partisplittring som leddes av generalen Georges Boulanger. Flera medlemmar följde med i splittringen, däribland Henri Rochefort, Ernest Granger, Ernest Roche. CRC förlorar även tidigare krigsministern för Pariskommunen Émile Eudes (1843–1888) när denne dör samma år. Boulanger idéer byggde på en förening av jakobinsk nationalism och socialism, något som betraktades som Boulangism. Många ansåg att ideologin kunde vara en möjlig väg fram till socialismen och grundar Revolutionära socialistiska centralkommittén (CCSR).
Efter att boulangisterna lämnat CRC fick Vaillants idéer om syndikalism och strejk en central plats som ideologisk utgångspunkt för CRC. Partiet förstärktes ytterligare genom samarbete med Revolutionära kommunistiska alliansen (ACR) som var en utbrytning ur Revolutionära socialistiska arbetarepartiet (POSR) 1896. ACR blev en relativt fri fraktion inom CRC.
År 1898 bytte CRC namn till Revolutionära socialistpartiet (PSR).